# Rotgundspitze
La Rotgundspitze est une montagne qui s’élève à 2 485 ou 2 486 m d’altitude dans les Alpes d'Allgäu, à la frontière entre l'Allemagne et l'Autriche.